# Arena Komiks
Arena Komiks – polski magazyn komiksowy wydawany w latach 2000–2007 w Łodzi przez wydawnictwa MediaLab oraz Graficon (ogółem ukazało się trzynaście numerów). Redaktorem naczelnym magazynu był Tomasz Tomaszewski.
Na łamach Areny komiks publikowali najważniejsi polscy twórcy komiksu młodego pokolenia, przede wszystkim ci związani ze środowiskiem łódzkim, m.in.: Adrian Madej, Benedykt Szneider, Krzysztof Ostrowski, Jacek Frąś, Tomasz Piorunowski, Przemysław Truściński, Piotr Kabulak, Piotr Kasiński, a także: Krzysztof Gawronkiewicz, Dennis Wojda, Olaf Ciszak, Jakub Rebelka, Tomasz Lew Leśniak, Rafał Skarżycki, Tomasz Niewiadomski, Rafał Szłapa i Jan Koza. Publicystyką zajmowali się Adam Rusek i Wojciech Birek.
Do najważniejszych komiksów opublikowanych na łamach Areny komiks należą: Tabula Rasa i Mikropolis Krzysztofa Gawronkiewicza i Dennisa Wojdy, Jeż Jerzy Tomasza Lwa Leśniaka i Rafała Skarżyckiego, W rytmie Diezla Olafa Ciszaka i Radosława Kleczyńskiego, Karsten Storzoż Olafa Ciszaka oraz Misja Adriana Madeja.
Dwa ostatnie numery magazynu poświęcone były odpowiednio: publikacji prac, które zostały nagrodzone Grand Prix na Międzynarodowym Festiwalu Komiksu i Gier w Łodzi (2004) oraz publikacji prac w hołdzie Henrykowi Jerzemu Chmielewskiemu i Tytusowi de Zoo z okazji 50-lecia Tytusa, Romka i A’Tomka (2007).